# 向井康二
向井 康二（むかい こうじ、1994年〈平成6年〉6月21日 - ）は、日本のアイドル、タレント、俳優、カメラマン。男性アイドルグループ・Snow Manのメンバー。愛称は、ジーコ、康ちゃん。
タイ生まれ、奈良県出身。STARTO ENTERTAINMENT所属。

## 来歴
タイで生まれ、のちに奈良県に住み、幼少の一時期をタイで過ごす。タイで習っていたムエタイの道場にジャニー喜多川が偶然仕事で訪れ、そこに飾られていた向井の写真に目を留めたことがスカウトのきっかけとなる。「これ誰？」と道場の関係者に連絡先を聞き、日本に帰国中だった向井の家に直接電話がかかった。母親は嘘だと受け止め電話を切ったが、1日に5回連絡がくるほど熱烈なアピールを受ける。興味は無かったが、「お菓子あげるから」という言葉につられ、母親に連れられ大阪城ホールに足を運びジャニー喜多川と初対面し、滝沢秀明が出演するコンサートを観覧。当時は小学2年生で幼かったため、小学5年生となった2006年10月8日にジャニーズ事務所に入所した。
入所1日目に兄とのユニット・ムエタイ向井ブラザーズを結成。神戸ワールド記念ホールでの関ジャニ∞のライブが初仕事で、当日のエレベーターでジャニー喜多川から「YOUたちユニットの出番があるから」と告げられ、MCでユニット名を紹介された。初めてのアーティスト写真はムエタイ衣装で、間奏は踊らずタイの儀式をしていた。3年ほど活動するが兄の退所に伴い消滅。その後、Little Gangs、Shadow WESTなどのユニットとして活動した。
2012年4月、バラエティ番組『あほやねん!すきやねん!』のレギュラーに抜擢され、金内柊真、重岡大毅との番組限定ユニット・BOYSを結成。同年、金内柊真と2人でKin Kanを結成（のちに平野紫耀も加入）。西畑大吾、大西流星、永瀬廉の3人からなるユニット・なにわ皇子と共に「なにきん」と呼ばれ、バラエティ番組『まいど!ジャーニィ〜』のレギュラーに抜擢され人気を博す。主にMCを担当し、約6年半出演した。

2014年にジャニーズWESTがデビューし、平野と永瀬も東京へ移籍。2015年からは残った関西ジャニーズJr.を西畑大吾、大西流星、室龍太らと引っ張り、発展と育成に尽力した。
2017年3月、大阪学院大学英語科卒業。仕事を辞めるか迷いながらも進学し、就職活動では実際にスーツを着て車のメーカーと飛行機整備士の2社へ会社の説明会に行った。
2019年1月4日、『関西ジャニーズJr. LIVE 2019 Happy 2 year!!〜今年も関ジュとChu Year!!〜』にて関西ジャニーズJr.としての活動に終止符を打ち、同年1月17日、Snow Manに加入。
2020年1月22日、シングル『Imitation Rain / D.D.』でCDデビュー。

### デビュー以降
2020年1月に『芸能人が本気で考えた!ドッキリGP』のドッキリクリエイターに就任。同番組から誕生した自身が扮するヒーロー「マッサマン」が子どもから絶大な支持を受ける。
2023年9月28日、『ハロルドとモード』で朗読劇初出演。4代目となるハロルド役を務め、黒柳徹子演じるモードに恋する19歳の少年を演じた。
2024年5月29日、公式Instagramの生配信で、濵田崇裕とのYouTubeチャンネル「ハマちゃんとコージのお上手です」を開設したことを発表した。
2024年6月21日、公式Instagramを4月に開設し、5月28日から投稿を行なっていたことを明らかにした。

## 人物
Snow Manのお笑い担当であり唯一の関西人。キャッチフレーズは、" どうもみんなの万能調味料こと塩麹よりも向井康二です"。素直でお調子者な弟ポジション。
父が日本人、母がタイ人のハーフ。母は元タイの軍人。2歳上の兄がおり、「ムエタイ向井ブラザーズ」というグループで一緒に活動していた。母との会話はタイ語と日本語半々だと明かしており、兄とは旅行後の帰り際に別れが悲しくて泣いてしまうほど仲が良い。家族について「お父さんは『男はつらいよ』の寅さんみたい」「お母さんが悲しむから人が死ぬようなゲームはしない」「お兄ちゃんはめちゃくちゃかっこいい」と話す。
ムエタイ、日本舞踊、水泳を習っていた。中学時代は軟式テニスで奈良県大会で優勝した経験を持つ。美術部副部長だったこともある。高校の卒業式では先生から直々に頼まれ、生徒代表で答辞を読んだ。
深澤辰哉、向井康二、佐久間大介の3人トリオで「ドラマ班」と呼ばれている。キャプテンは向井、リーダーは佐久間、班長は深澤であり、2021年1月21日に「もっとドラマに出たい！」と主張したショートドラマという名のコント動画を投稿したことをきっかけに、自虐的に「ドラマ班」を名乗るようになった。結成以降、「ドラマ班と言いつつ、ドラマには出演しない」バラエティ担当の立ち位置でグループを盛り上げてきたが、2024年には3クール連続して連続ドラマへの出演が決まった。

### 性格
- 自他共に認める泣き虫。関西ジャニーズJr.時代は「泣き虫の康二」と言われており、大阪松竹座のトイレの一番隅でよく泣いていた。いつも同じ場所で泣いていたためすぐに見つかっていたと話す[59]。Snow Man加入当時は他のメンバーよりも振り覚えが遅い自分に落ち込みスタジオを出て一人でよく泣いており、目を真っ赤にして戻ってくることを宮舘涼太から明かされていた[60]。ストレス発散法は泣くこと。2021年12月2日に放送された『ダウンタウンDX』では、平井堅の「even if」を流し、壁際で小さくなりながら嗚咽し号泣する映像を公開。心配と驚きの声が上がった[60]。
- 純粋でピュア[61]、甘えん坊で寂しがり屋[50]。佐久間大介からは「寂しすぎると死んじゃうタイプ」、渡辺翔太からは「かまってあげないといじけちゃうので、女の子だと思って接してます」と話されている[62]。一方で世話好きの一面もあり、「誰かのために何かをするのが好き」と語る[63][45]。料理を振る舞ったり肩を揉んだり[64]、ラウールを学校まで送ったこともある[65]。機械にも強く、携帯の設定や機械の配線など「頼りになる」と言われている[64]。
- ストイックで真面目な一面があり[66]、2020年にはバラエティ番組での反省が事細かに書き込まれている分厚い「バラエティ勉強ノート」を登場させ話題になった[67]。「頑張る以上に頑張る」とよく口にしている[68][69]。
- ファンに発信している有料会員向けのブログを毎日更新しているほどまめで几帳面[70]。"丁寧な暮らし"をテーマにしており、朝はコーヒーを淹れコーヒー豆にレコードで音楽を聴かせていることや、トイレに自分が表紙のファッション誌などを美容室のように置いていることをラウールから明かされており、「プライベートはかなり二枚目」と言われている[71]。

### 趣味・特技・嗜好
- 小学生の頃からカメラを始める[72]。2020年4月から雑誌『アサヒカメラ』にて「向井康二が学ぶ 白熱カメラレッスン」の連載がスタートし[73]、2020年6月からは『AERA』に場を移して連載を継続している[74]。映像にも興味を広げ『CINEMA SQUARE』にて映画にまつわる連載「Koji's movie」を持つ[75]。Snow ManのInstagramも担当しており[76]、阿部亮平が『読売新聞』に不定期寄稿するエッセイ「空を見上げて」に掲載される写真も撮影し提供協力している[77]。女性ファッション雑誌『non-no』2025年4月号特別版では、表紙を飾る道枝駿佑の写真をフォトグラファーネーム「Photo Boy」として撮影した[78]。
- 特技はタイ語[79]。日常会話程度のタイ語は話せる[20][80]。Snow Manとして出演した「JAPAN EXPO THAILAND 2020」では、MCでタイ語を交えたトークを行ったり[81]、タイでSnow ManのMVを撮影した際には現地スタッフとメンバーとの間で通訳を務めた[20]。2025年にはドラマ『Dating Game（仮題）』でタイドラマ史上初の日本人主演俳優として、全編タイ語での演技に挑戦する[82]。
- 大のキャンプ好きであり、ご飯を飯ごうで炊いたりカセットのガスコンロを使って料理したりと家でもキャンプ道具を使っている[83]。2023年にはSnow ManのYouTubeでキャンプ企画を行った[84]。スノーボードも得意であり[70]、その腕前をSNSでも披露している[85]。プライベートではダイアン津田や宮舘涼太と共にゴルフも楽しんでいる[86]。
- 洋服と古着が好き[87]。「Snow Manの中で一番服を持っている」と自負しており[87]"月に2回以上は同じ服装をしない"というルールを決めている。カジュアル系がメイン[87]。グループきっての"オシャレ好き"で、集英社『Non-no』にてコーディネートの企画を持ち[88]、ファッション誌では度々特集も組まれるなど、ファッション分野の仕事も多数[89][90]。2024年9月16日〈現地時刻〉にはイギリス・ロンドンのナショナルシアターで開催された「BURBERRY 2025 SPRING/SUMMER COLLECTION」のショーにも招かれ、フロントロウに登場した[91][92]。
- 料理が得意であり、得意料理はチンジャオロース、かぼちゃの煮物[93]、生姜焼き[94]。YouTubeの卵料理企画では、タイ料理であるカイチアオを披露し絶賛の声が上がった[95]。料理によって8種類の塩を使い分けており、岩塩やトリュフ塩、わさび塩などを所有している[96]。
- 漫画もよく読み、特に『ドラゴンボール』『アオのハコ』『GOLDEN★AGE』が好き[97]。恋愛漫画も好きであり、『ダメな私に恋してください』『イタズラなKiss』『俺物語!!』『センセイ君主』『からかい上手の高木さん』などを読んでいる。天然でドジっ子なヒロインが好き[98]。
- ゲームも好きで、2022年1月1日には「Johnny's Gaming Room」（のちに「放課後 GAMING LIFE」に改名）のメンバーに選ばれ活動していたが[99][100]、2024年1月6日更新分のSnow Manの公式有料ブログ『すの日常』で向井自身から卒業することが報告された[101]。
- 「マヨラー」であるが体調管理のため自宅には置かないようにしていることを明かしている[102]。コーヒーも好きでありコーヒー焙煎機を所持[103]。タンブラーに入れて持ち歩いている[104]。苦手な食べ物は納豆[105]。

### 交友関係
- 同期に藤井流星[106]、重岡大毅[107]、中山優馬[108]がいる。
- 尊敬している先輩は三宅健。ファンから「若いときの三宅に似ている」と言われたことをきっかけに意識し始め、髪型や服装を真似するうちに気持ちが膨らんでいった。下の名前で呼ばれたいがために三宅の好きなお麩の味噌汁を楽屋に持参したところ、名前よりも先に「お味噌汁の子」と呼ばれてしまったというエピソードがある[109]。
- 岩本照のことを「お兄ちゃんに似ていて安心感がある」ということから「照兄」（てるにい）と呼んでおり、岩本と向井の2人で「岩本兄弟」と呼ばれている[110]。入所日は岩本の1週間後である[111]。
- 室龍太とは関西ジャニーズJr.時代に苦楽を共にした大親友。年齢もジャニーズ歴も歳上であり先輩後輩の関係であるが、当時は関西ジャニーズJr.のまとめ役だった2人であり「るたこじ」の愛称で親しまれていた[112]。2023年時点でも変わらず仲が良く「ほぼ毎日会っている」と話す[113]。
- 平野紫耀とはKin Kan時代からの仲で「しょうこじ」の愛称で親しまれていた[114]。『ジャニーズカウントダウン2022-2023』内の企画にて「koi-wazurai」で平野のソロパートを担当した際には、「号泣」「エモすぎ」などと反響が大きく、即トレンド入りを果たした[114]。また公式Instagramのストーリーズにてツーショット写真を公開し「宝物」と綴った[115]。
- 西畑大吾とは一時期関西ジュニアのトップとして活動し、「康ちゃん」「大ちゃん」と呼び合うなど切磋琢磨してきた関係性であり[11]、「仲間であり、ライバルだと思っていたのが向井康二」と言われている[116]。道枝駿佑ともよく連絡を取り合っており、「みっちーは後輩だけど、僕にとっては相談もできる頼もしい存在」と語る[113]。
- IMP.の椿泰我とは自身の家の合鍵を渡しているほど仲良しで、ほぼ毎日家にいることを明かしている[117]。2022年10月24日に放送された『アイ・アム・冒険少年』では「向井の推しメン」として脱出島に登場し[118]、「恋人レベルに仲がいい」と紹介された[117]。
- ダイアン・津田篤宏率いる"津田軍団"の一員であり、津田の単独ライブに足を運んだりご飯に行く仲[119]。Jr.時代からライブ会場にて「すっごいゴイゴイ」と向井が言うと、ファン全員が「ゴイゴイスー」と返すというコールアンドレスポンスが浸透している[120]。このギャグを流行らせる手伝いを2020年時点で5〜6年以上していると語っていたが[120][121]、2023年には「ゴイゴイスーを言い過ぎている」と一時期事務所から禁止令が出されていたことを明かしている[122]。
- 銀シャリの橋本直とはプライベートでご飯に行く仲[119]。ミキの昴生とは関西時代からの仲で呑み仲間[123]。シソンヌの長谷川忍とも仲が良い[124]。

### バラエティ担当として
デビューから早々にバラエティ番組で頭角を現す。『芸能人が本気で考えた!ドッキリGP』（フジテレビ）、『アイ・アム・冒険少年』（TBS系）など次々にゴールデンタイムの人気バラエティのレギュラーを獲得。ゲストで来るメンバーと共に出演を重ね、初期のSnow Manの名前を広める即戦力となった。

『芸能人が本気で考えた!ドッキリGP』では、記憶力ゲームで対決する企画にて、向井が"マッサマンカレー"を覚えられなかったことを菊池風磨がイジったことがきっかけに生まれた「記憶忍者隊 マッサマン」の企画を持つ。2024年3月30日にはコラボ商品として「マッサマンのマッサマンカレー」を発売。オンラインでは即完売、再販しても店頭で売り切れが続出するほどの人気となった。2024年5月号の『POTATO』ではマッサマンとして表紙デビューを果たし、同年7月にはフジテレビの夏の大型イベント『お台場冒険王2024〜人気者にアイ・LAND〜』のメインキャラクターにも就任した。
SNS映えするポージングを次々と考案し、2021年のインスタ流行語大賞・流行語部門で1位を獲得した「もみあげ手裏剣」の発案でSNS世代のムーブメントを作る。「もみあげ手裏剣」の次に流行させたい新ギャグとして考案した「動脈ピース」はK-POPアイドルにも広がり、韓国のテレビ番組でも紹介された。

### デビューまでの経緯

#### 関西ジャニーズJr.のリーダーへ
ジャニーズWESTがデビューし平野と永瀬が東京へ移籍。"焼け野原"と呼ばれ、関西Jr.がなくなるのではとまで囁かれた。初めて悔しいと感じ、ジャニーズWESTに「俺も入れない？」とジャニー喜多川に電話をかけたものの、「YOUはここじゃない」と言われたことを明かしている。スタッフからも小さい子を育ててほしいと言われ、『まいど!ジャーニィ〜』ではMCを多く担当。『ザ少年倶楽部』でも関西ジャニーズJr.を引き連れてソロでパフォーマンスするなど、歌や踊りの面でも引っ張る存在となる。東京Jr.の間でも「向井ってやつがいる」と話題になり、当時について佐久間大介も「向井ってすごいんだなと思ってた」と明かしている。
関西ジャニーズJr.のオーディションを任されていた時期もあり、なにわ男子の道枝駿佑、高橋恭平、長尾謙杜の審査では、自身が丸を付けたことによってジャニー喜多川の目に留まった。

#### Snow Manへの加入
2018年にKing & Princeがデビューしたことについてはスッと飲み込めたと話す一方、同年9月のなにわ男子の結成についてはなぜ自分が入っていないのかと冷静ではいられなくなり、「切り捨てられたような気持ちになって……正直、辞める方向で考えてたな」と語っている。しかしこの時期に梅田芸術劇場のライブ視察に訪れた滝沢秀明から「向井、お前は堂々としてればいいから。とりあえず『滝沢歌舞伎』出るから。」と声を掛けられたことに助けられたという。
なにわ男子に入れなかった後、自分がやれることは本当に全部やったのか考えた末、コンセプトやターゲット、メンバー構成など全て自分で考えたグループを3パターン考案し、企画書を作ってジャニー喜多川にプレゼンする。ジャニーからは「室と向井のふたりの案がいいんじゃない」と言われたものの、実現はしなかった。そんな時、滝沢からSnow Manへの加入を打診をされる。「Snow Manへの加入は関西を離れることを意味する。もちろん加入したからといってデビューできる保証はない。ただ、俺からしたら最後の光なのは、間違いなくて。悩み抜いて、“喜んで”って返信しました。」と、短いようで本人にとっては1か月にも感じた20分で決断した。
2019年1月4日、大阪城ホールで行われた『関西ジャニーズJr. LIVE 2019 Happy 2 year!!〜今年も関ジュとChu Year!!〜』の本番前に、自身の東京への移籍を大倉忠義が他の関西ジャニーズJr.メンバーに発表し、関西ジャニーズJr.としての活動に終止符を打つ。西畑と大西には事前に内緒で伝え、親友の室にも自分の口から告げた。

## 受賞歴
2021年
- 2021年インスタ流行語大賞「もみあげ手裏剣」流行語部門1位

## 出演
ユニットとしての出演はムエタイ向井ブラザーズ、Little Gangs、Shadow WEST、Kin Kan#出演、Snow Man#出演を参照。

### テレビドラマ
- DRAMATIC-J リバーサイド入口（2008年6月30日、関西テレビ） - 平田アモンチャイ 役
- 誰も知らないJ学園 学校の階段（2010年4月28日、関西テレビ） - 向井 役
- 誰も知らないJ学園 卒業〜遭難する視聴覚室〜（2010年7月7日、関西テレビ） - コースケ 役
- 子連れ信兵衛2（2016年、NHK BSプレミアム） - 鉄平 役[136]
- 5夜連続ドラマスペシャル 山崎豊子『白い巨塔』第3話 - 最終話（2019年5月24日 - 26日、テレビ朝日系） - 佐々木庸一 役[137]
- 特捜9（テレビ朝日） - 三ツ矢翔平 役
  - season5（2022年4月6日 - 6月22日）[138]
  - season6（2023年4月5日 - 5月31日）[139]
  - season7（2024年4月3日 - 6月5日）[140]
  - final season（2025年4月9日 - 6月11日）[141]
- リビングの松永さん（2024年1月9日 - 3月26日、関西テレビ・フジテレビ） - 鈴木健太郎 役[142]
- マウンテンドクター（2024年7月8日 - 9月16日、関西テレビ・フジテレビ） - 小松真吾 役[143]
- Dating Game〜口説いてもいいですか、ボス!?〜（2025年7月14日 -、タイ / Workpoint TV・TrueVisions NOW） - 主演・サクライジュンジ 役[144][145]
- フェイクマミー（2025年10月〈予定〉 - 、TBSテレビ） - 黒木竜馬 役[146]

### 配信ドラマ
- Dating Game〜口説いてもいいですか、ボス!?〜 ディレクターズカット版（2025年7月14日 - 、Lemino） - 主演・サクライジュンジ 役[147]

### テレビ番組
- あほやねん!すきやねん!（2012年4月 - 2013年3月29日、NHK大阪） - 金曜レギュラー（番組限定で「BOYS」というユニットを結成[25]）
  - 週末応援ナビ☆あほやねん!すきやねん!（2013年4月6日 - 2015年3月14日、NHK大阪）[148]
  - 学校再発見バラエティー あほやねん すきやねん（2015年4月4日 - 2016年3月19日、NHK大阪）[149]
- まいど!ジャーニィ〜（2012年10月3日 - 2019年[28][150]、BSフジ） - Kin Kan時代よりレギュラー、MC[22]
- じもてぃ愛情マップ みんな すきやねん!（2016年4月10日[151] - 2017年4月2日、NHK大阪）[152]→まちけん参上!〜あなたの街のおもしろ検定〜（2017年4月9日 - 2019年2月17日、NHK大阪）[153][154]
- 親愛なる、あだな様（2019年6月10日・17日、テレビ東京） - MC[155]
- 芸能人が本気で考えた!ドッキリGP（2020年1月11日 - 、フジテレビ） - レギュラー、ドッキリクリエイター[156]
  - 記憶忍者隊 マッサマン（2023年7月8日 - ） - 番組内の冠企画[157][158]
- アイ・アム・冒険少年（2020年4月20日 - 2024年3月4日、TBSテレビ） - レギュラー[159][160]
  - アイ・アム・冒険少年 脱出島 家族対決SP（2024年7月15日、TBSテレビ）[161]
  - アイ・アム・冒険少年 秋の脱出島2時間半SP（2024年11月4日、TBSテレビ）[162]
  - アイ・アム・冒険少年 新春！脱出島 相棒SP（2025年1月6日、TBSテレビ）[163]
- 世界のお店にツッコみたい!（2022年6月25日、テレビ東京） - 長谷川忍、ヒコロヒーとMC[164]
- あなたの1週間、壁にしました（2023年9月22日 - 2023年10月27日、テレビ東京） - 向井慧とMC[165]
- ヘタコイ〜男の笑える恋愛失敗談〜（2024年10月7日、関西テレビ・フジテレビ） - 吉村崇とMC[166]

### 映画
- 寮フェス! 〜最後の七不思議〜（2012年3月31日公開、GAGA・メディアプルポ） - 小西睦生 役[167][168]
- 関西ジャニーズJr.の京都太秦行進曲!（2013年3月30日公開、松竹） - 戸田克弥 役[148][169]
- 忍ジャニ参上! 未来への戦い（2014年6月7日公開、松竹）[169] - 西の忍者・キスケ 役[170]
- 関西ジャニーズJr.の目指せ♪ドリームステージ!（2016年4月16日公開、松竹）[171] - 小柳翔吉 役[172]
- 関西ジャニーズJr.のお笑いスター誕生!（2017年8月26日公開、松竹）[173] - 揉野重信 役[174]
- 映画 少年たち（2019年3月29日公開、松竹）[175] - タツヤ 役
- おそ松さん（2022年3月25日公開、東宝） - 主演・おそ松 役（Snow Manとして主演）[176]
- (LOVE SONG)（2025年10月31日公開〈予定〉、KADOKAWA） - 主演・カイ 役（森崎ウィンとW主演）[177][178]

### 舞台
- 関ジャニ∞ サマースペシャル 2006『Another's“ANOTHER”』（2006年8月3日 - 8月27日、大阪松竹座）[疑問点 – ノート][179]
- ジャニーズ銀座 Youの前にはMeがいる!〔関西ジャニーズJr. 1組〕（2012年5月4日 - 6日、シアタークリエ）[180]
- 台風n Dreamer（2014年8月2日 - 26日、大阪松竹座[181] / 9月3日 - 28日、日生劇場[182]） - 黄川田の部下 役[183]
- 少年たち
  - 少年たち〜世界の夢が…戦争を知らない子供達〜（2015年8月2日 - 26日、大阪松竹座[184] / 9月4日 -  28日、日生劇場[185]）[186]
  - 少年たち 南の島に雪は降る（2017年8月2日 - 27日、大阪松竹座）[187]
  - 明日を駆ける少年たち（2018年8月4日 - 30日、大阪松竹座） - 看守長 役[188]
- ANOTHER & Summer Show（2016年8月2日 - 8月26日、大阪松竹座）[189]
- JOHNNYS' World -ジャニーズ・ワールド-
  - ジャニーズ・フューチャー・ワールド from帝劇to博多（2016年9月19日 - 30日、博多座）[190]
  - JOHNNYS' Future WORLD（2016年10月8日 - 10月25日、梅田芸術劇場）[191]
- 東SixTONES×西関西ジャニーズJr.SHOW合戦（2017年2月18日 - 2月26日、新橋演舞場）[192]
- 滝沢歌舞伎
  - 滝沢歌舞伎2018（2018年6月4日 - 30日、御園座）[193]
  - 滝沢歌舞伎ZERO（2019年2月3日 - 25日、京都四条南座）[194][注釈 5]
- 三婆（2019年5月31日 - 6月27日、大阪松竹座[196] / 7月1日 - 8日、博多座[197]） - 辰夫 役[198]
- ハロルドとモード（2023年9月28日 - 10月12日、EX THEATER ROPPONGI / 10月14日 - 16日、森ノ宮ピロティホール） - ハロルド 役[199][200]
- ムロムカイ（2025年1月27日 - 2月11日、東京グローブ座 / 2月15日 - 24日、サンケイホールブリーゼ） - 主演（室龍太とW主演）[201]

### ラジオ番組
- JAM×JAM（2014年10月5日 - 2016年7月、ラジオ関西） - 月1不定期出演[202]
- 関西ジャニーズJr. とれたて関ジュース（2016年7月 - 2018年12月[203]、ラジオ関西） - 関西ジャニーズJr.から3人（毎月交代）[204]
- さんきゅー 関西ジャニーズJr.です（2018年3月5日、MBSラジオ） - 室龍太とパーソナリティ[205]

### ネット配信
- Johnny's Gaming Room（2022年1月1日 - 2023年12月、YouTube） - スターティングメンバー[100][101]
- ハマちゃんとコージのお上手です！（2024年5月30日 - 、YouTube） - 濱田崇裕と出演[42]

### コンサート
- 関西ジャニーズJr. with 中山優馬 2011春（2011年3月5日 - 5月29日）[206]
- 関西ジャニーズJr. あけましておめでとうコンサート 2012（2012年1月2日 - 3日、大阪城ホール）[168]
- 関西ジャニーズJr. 春休みスペシャルコンサート2012（2012年3月24日 - 4月25日、大阪松竹座）[168]
- 選抜 関西ジャニーズJr. 大江戸元旦公演 明けましておめでとう IN TOKYO DOME CITY（2013年1月1日、TOKYO DOME CITY HALL）[148]
- 関西ジャニーズJr. 春休みスペシャルコンサート2014（2014年3月1日 - 25日、大阪松竹座）[207]
- 関西ジャニーズJr. X'mas Show 2014（2014年11月30日 - 12月25日、大阪松竹座）[208]
- 関西ジャニーズJr. 『春休みスペシャル show 2015』（2015年3月21日 - 31日、大阪松竹座）[149]
- 関西ジャニーズJr. 『X'mas Show2015』（2015年11月29日 - 12月25日、大阪松竹座）[209]
- 関西ジャニーズJr. 『春休みスペシャル show 2016』（2016年3月31日 - 4月11日、大阪松竹座）[210]
- 関西ジャニーズJr. 『X'mas Show 2016』（2016年11月30日 - 12月25日、大阪松竹座）[211][212]
- 関西ジャニーズJr. 春のSHOW合戦（2017年3月4日 - 28日、大阪松竹座）[173][213]
- 関西ジャニーズJr. 『X'mas SHOW 2017』（2017年12月1日 - 25日、大阪松竹座）[214]
- 関西ジャニーズJr. Concert 2018 〜Happy New ワン Year〜（2018年1月3日・4日、大阪城ホール）[215]
- 関西ジャニーズJr. 『春休みスペシャルShow 2018』（2018年3月1日 - 24日、大阪松竹座）[216]
- 関西ジャニーズJr. LIVE 2018 Fall in LOVE 〜秋に関ジュに恋しちゃいなよ〜（2018年10月24日 - 11月4日、梅田芸術劇場メインホール）[217]
- 関西ジャニーズJr. 『X'mas Party!! 2018』（2018年11月30日 - 12月25日[注釈 6]、大阪松竹座）[219]
- 関西ジャニーズJr. LIVE 2019 Happy 2 year!!〜今年も関ジュとChu Year!!〜（2019年1月3日・4日、大阪城ホール）[35]
- KAMIGATA BOYZ DREAM IsLAND 2024〜やっぱこの街好っきゃねん〜（2024年9月22日、ヤンマースタジアム長居） - VTR出演（友情出演）[220]

### イベント
- JAPAN EXPO THAILAND 2023（2023年2月4日、バンコク） - 岩本照と出演[221]
- お台場冒険王2024〜人気者にアイ・LAND〜（2024年7月20日 - 8月25日） - 「マッサマン」としてメインキャラクター[128]
- バンコク日本博 2024（2024年8月30日、タイ） - スペシャルプレゼンターとして渡辺翔太とサプライズ出演[222]

### CM・広告
- セブンネットショッピング「SILVER SNOW」イメージキャラクター（2021年1月7日 - ） - 阿部亮平と共演[223]
- ISDG 医食同源ドットコム「マッサマンのマッサマンカレー（辛口・マイルド味）」（2024年3月30日 - ） - 芸能人が本気で考えた!ドッキリGP「記憶忍者隊 マッサマン」とのコラボ商品[224][126]
- ちふれ化粧品  - キャンペーンキャラクター、カメラマン
  - 「くらしに、ちふれ Photo by 向井康二」（2024年8月21日 - ） [8][225]
  - 「いい素顔、いいくらし。」（2025年6月11日 - ） - Web CM[226]
- スポット「スポットバイトル」CMキャラクター（2025年3月15日 - ） - 深澤辰哉、佐久間大介と共演[227]
- 味の素 本格エスニック即席麺シリーズ「Yum Yum（R）」CMキャラクター（2025年5月15日 - ）[228]
- プーマジャパン「COBRA PUMA GOLF」ブランドアンバサダー（2025年6月5日 - ）[229]

### MV
- KEN☆Tackey
  - 逆転ラバーズ (Dance Video) （2018年）[230]
  - 浮世艶姿桜 (Dance Video) （2018年）[230]

## 作品

### ソロ曲
| 曲名         | リンク     | 作詞     | 作曲                 | 振付 | JASRAC 作品コード | 名義     | 収録                                         |
| ------------ | ---------- | -------- | -------------------- | ---- | ----------------- | -------- | -------------------------------------------- |
| ファインダー | [ 動画 1 ] | TJ_Brown | MiNE Atsushi Shimada |      | 5A1-7930-0        | Snow Man | アルバム『THE BEST 2020-2025』〈通常盤〉収録 |

### ユニット曲
| 曲名     | リンク     | 作詞                            | 作曲                                      | 振付 | JASRAC 作品コード | メンバー                   | 収録                                     |
| -------- | ---------- | ------------------------------- | ----------------------------------------- | ---- | ----------------- | -------------------------- | ---------------------------------------- |
| P.M.G    | [ 動画 2 ] | katsuki.CF                      | katsuki.CF サイトウリョースケ TARO MIZOTE |      | 265-8482-4        | 深澤辰哉&向井康二&宮舘涼太 | アルバム『Snow Mania S1』〈初回盤B〉収録 |
| HYPNOSIS | [ 動画 3 ] | MiNE GASHIMA                    | NORDQVIST ALBIN HALVAR OLAUS MiNE GASHIMA |      | 1R1-5574-3        | 岩本照&向井康二&目黒蓮     | アルバム『Snow Labo. S2』〈初回盤B〉収録 |
| Gotcha!  | [ 動画 4 ] | Atsushi Shimada 坂室賢一 草川瞬 | Atsushi Shimada 坂室賢一 草川瞬           | PURI | 284-0096-8        | 向井康二&阿部亮平          | アルバム『i DO ME』〈通常盤〉収録        |
| 星のうた |            | Nobuhiro Tahara                 | Nobuhiro Tahara                           |      | 309-0208-8        | 渡辺翔太&向井康二          | アルバム 『RAYS』〈初回盤B〉収録         |

## 雑誌連載
- ワニブックス『WiNK UP』「めめこじ通信」 - 目黒蓮と連載[239]
- 朝日新聞出版
  - 『アサヒカメラ』「巨匠と撮る白熱レッスン」（2020年4月号[72][73] - 2020年7月号[240]）
  - 『AERA』「向井康二が学ぶ 白熱カメラレッスン」（2020年7月27日増大号 - ）[74][注釈 7]
- 日之出出版『CINEMA SQUARE』「Koji's movie」（2020年8月3日発売号〔Vol.122〕[75] - ）
- 集英社『non-no』「＃コージネート」（2021年3月号 - ） - 不定期連載[242][243][244]
- マガジンハウス『an・an』「ボクとタイ」（2025年7月16日発売号〔Vol.2455〕 - ） - 短期連載[245]